# Студії з архівної справи та документознавства
«Студії з архівної справи та документознавства» — міждисциплінарний щорічник, містить статті з теорії, історії й практики архівознавства та документознавства, архівної справи, джерелознавства, спеціальних історичних дисциплін, історії України, біографістики; друкований орган Українського науково-дослідного інституту архівної справи та документознавства Державної архівної служби України.
18 листопада 2009 р. збірник внесений ВАК України до Переліку наукових фахових видань з історичних наук.
Загалом упродовж 1996—2013 рр. вийшов 21 том «студій», іноді щорічно виходило по два томи.
Засновником щорічника стала редакційна колегія (В. Ляхоцький, І. Матяш, Н. Марченко та ін.) провідної наукової галузевої інституції — Українського державного науково-дослідного інституту архівної справи та документознавства.
Головний редактор: Кулешов Сергій Георгійович, доктор історичних наук, професор.